# Музика Південної Кореї
Музика Південної Кореї (кор. 대한민국의 음악) розвивалася протягом десятиліть, починаючи з кінця Корейської війни. Сучасна південнокорейська музика розділена на три основні категорії: традиційна корейська народна музика, популярна музика або K-pop, і навіяна заходом маловідома музика.

## Корейська традиційна музика
Перші згадки про корейську музику дуже давні. Вплив на неї чинили Китай і Центральна Азія, звідки були привезені багато інструментів: струнні, барабани і флейти. В середні віки на Корейському півострові виконували адаптовану китайську придворну музику, паралельно розвивалися народні музичні жанри. За правління династії Чосон китайський вплив на придворну музику зменшився, а під час боротьби проти монгольських і японських загарбників її розвиток призупинився. Народна музика в цей період пережила розквіт, з'явилися Пхансорі, Санджой, Пхунмуль і інші жанри.
Після японської окупації Корея пережила навалу європейської музики. Деякі народні жанри отримали схвалення (Пхансорі, Санджой) і розвивалися при колоніальній владі, багато інших, особливо пов'язаних з ритуальною музикою — зникли. 1948 року Корея була розділена на Південну і Північну, в яких виникли власні підходи до музики. На Півночі найважливішою характеристикою музики стала ідеологічна прийнятність, розвиваються народні жанри і жанри, засновані на європейській музичній традиції.

## Популярна музика

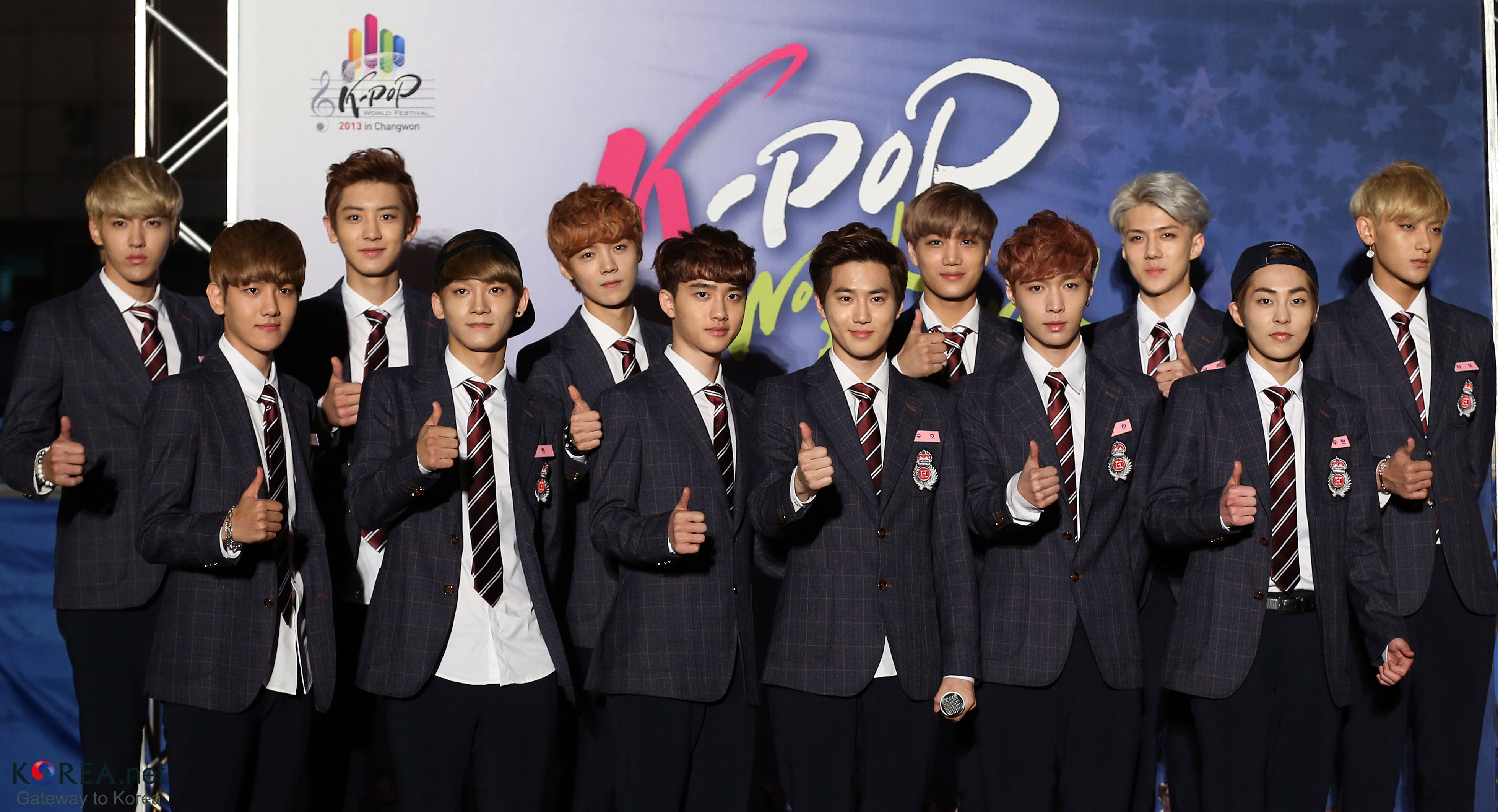
Гурт K-pop

Популярною музикою, як правило, називається K-pop в англійській мові, або кайо (가요) в корейській. У сучасному K-pop переважають танцювальні групи, що складаються з артистів з красивою зовнішністю і володіють хорошими танцювальними навичками. Тепер[коли?] корейська музика і зірки естради настільки популярні, що азіатами було придумано спеціальне слово — Халлю (кор. 한류), що означає корейську хвилю і зображає вплив сучасної корейської популярної культури на увесь інший світ. Поп-культура Південної Кореї сьогодні є одним з рушійних чинників молодіжної культури в Азіатсько-Тихоокеанському регіоні, з особливим акцентом на Китай, Гонконг, Японію, Тайвань і значну частину Південно-Східної Азії.

### Жанри

#### Трот
Трот (кор. 트로트) — сформувався на початку 1900-х років в ході колонізації Кореї Японією. У Кореї для цього жанру прийняті кілька різних назв, таких як юхен-ґа (кор. 유행가), ppongtchak . Після закінчення Другої світової війни і влади Японії над Кореєю, трот став орієнтуватися на західну музику. Це пояснюється, зокрема, двома причинами. По-перше, метою уряду Південної Кореї стала ліквідація ідеологічних цінностей комунізму. По-друге, під час перебування американських солдатів в Кореї, корейські музиканти звернули увагу на популярність американської поп-музики. Популярність трот знизилася в період 1980-1990-х років. Тепер[коли?] жанр переживає відродження

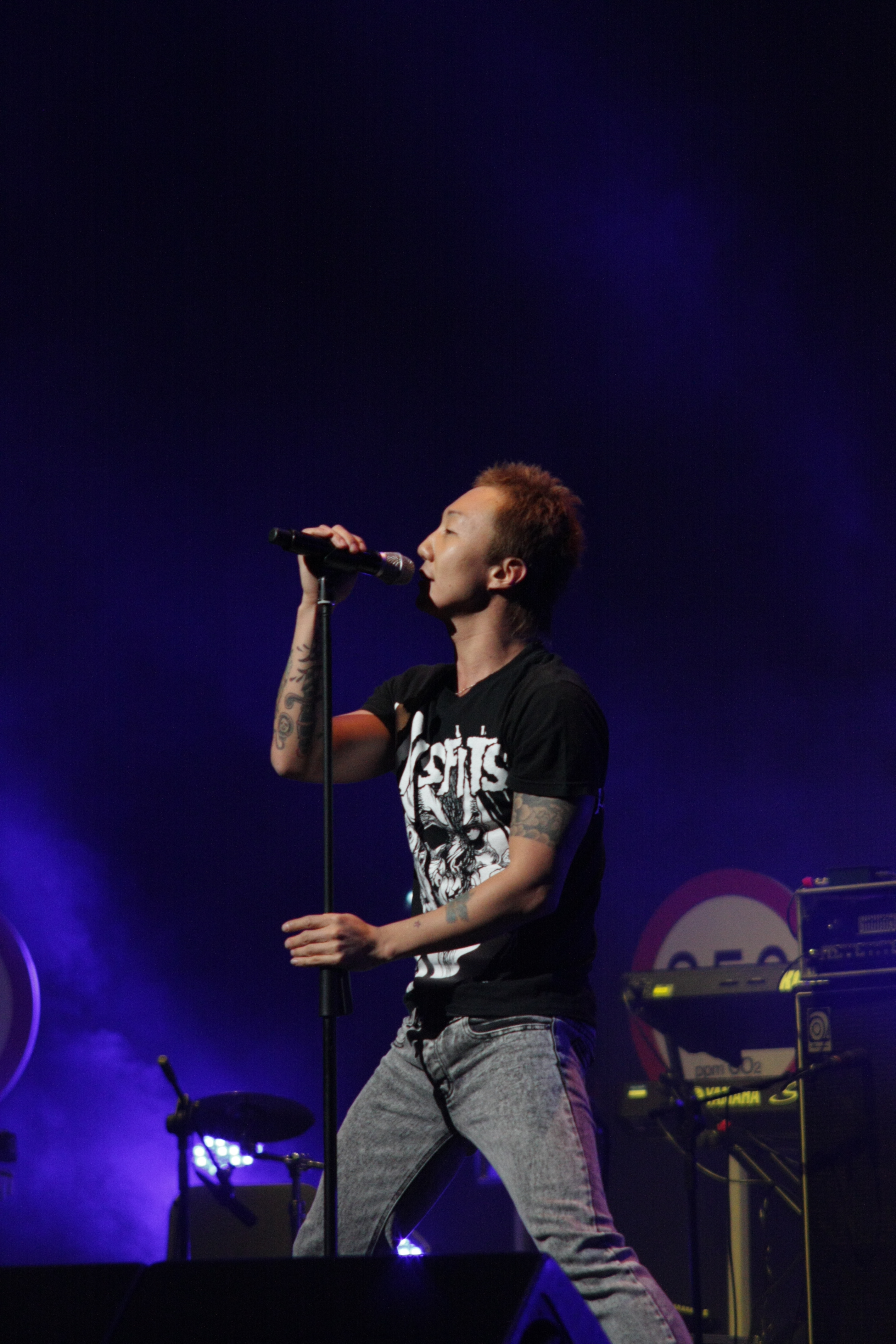
Корейський рок-гурт No Brain

### Рок
Рок-музика проникла в Корею з американськими військовими за часів Корейської війни. Шин Чун Хьон (кор. Shin Jung Hyun), часто згадується як «Хрещений батько корейського року», що винайшов власний стиль психоделічного року в 60-х і 70-х і записав альбоми з багатьма групами, такими як Add 4, the Men, і Yup Juns, а також писав пісні і грав для альбомів відомих виконавців, серед яких були Кім Чху Джа, Чан Хьон, і для менш відомих, наприклад для Кім Чон Мі. Після відмови писати хвалебну пісню президенту Пак Чон Хі, музика Шина була заборонена президентом, а сам він був ув'язнений нібито за зберігання марихуани. Вирок Шина сповільнив розвиток корейського року.
У 1980-і роки, музичні смаки людей змінилися. Найбільшу популярність здобуває метал, найяскравіше представлений у творчості гуртів Boohwal, Baekdoosan і Sinawe, які разом були знані як Велика трійка.
Рок-музика була відроджена на початку 90-х з приходом президента Ро Де У. У міру того, як інформація вільніше проникала в країну, чимраз більше корейських юнаків стали створювати власні рок-групи. Двома найбільш ранніми групами були Crying Nut і No Brain. Вони внесли в музичну культуру країни цілий ряд нових течій, що отримали збірну назву «Chosun Punk». Разом з ростом глобалізації та доступом до мережі Інтернет, музична сцена стала більш різноманітна і включала в себе дедалі більше нових напрямків. В кінці 90-х молоді гурти «Люкс» (англ. Rux (кор. 럭스 (밴드)) і «Гікс» (англ. The Geeks кор. 더 긱스) принесли в Корею новий напрямок хардкор-панку — straight edge.

#### Фолк
Тхон' гітара (통 기타) є однією з форм корейської фольклорної та фолк-рок музики, яка поширилася в 60х і 70-х роках. На напрям сильно вплинула американська фолк-музика і представники жанру вважалися корейською версією американських фолк-співаків, таких як Джоан Баез і Боб Ділан. Одними з найбільш ранніх і відомих фолк-виконавців були Кім Мін Кі та здобув освіту в Америці Хан Те Су. Хан і Кім записували фолк-пісні соціального та політичного спрямування, в результаті музика виконавців була заборонена самодержавним урядом Пак Чон Хі. Попри зусилля уряду заборонити політичну музику, популярні фольклорні пісні все частіше стали використовуватися в закликах до соціальних змін в Кореї, що породило термін норе ундон' (кор. 노래 운동), або буквально, «пісня — вправа». У 1987 році, під час переходу Південної Кореї до демократії, став популярним політично активний народний музикант Кім Кван Сік (кор. Kim Kwang-seok), пісні якого вигукували на демократичних мітингах.

#### Балада
Під впливом західних мелодій та сентиментальної балади пісні в стилі балади були спочатку внесені на ринок мейнстріму в 60-х роках. Корейський стиль музики балади набув популярності у 1980-х роках і став основним жанром сучасної корейської музики. Її пісенний стиль призначений для виявлення почуттів кохання. Багато офіційних саундтреків для популярних корейських драм містять повільні, драматичні пісні балади, які лунають, коли виникають важливі сюжетні моменти. Балладери стоять за основними піснями теми для багатьох драм, таких як Зимова соната, Опікун: Самотній і великий Бог.

#### Гібридний
Музичні жанри переважно змінилися від балади до західних стилів музики, включаючи реп, реггі, R&B та хіп-хоп на початку двадцять першого століття. Поп-музика пережила процес гібридизації, оскільки на неї впливали глобалізовані західні музичні жанри. Термін гібридизація відноситься до місцевих культур, що створюють унікальні комбінації, що включають іноземні та глобалізаційні впливи. Окрім гібридних жанрів музики K-pop, змішання англійської мови у ліриці K-pop є ще однією важливою зміною сучасної музичної культури. K-pop включав різноманітні стилістичні вкладення з-за кордону, які були пов'язані з бумом гібридного K-pop через корейсько-англійський поєднання в тексті пісень. Замість створення прекрасних мелодій, K-pop ідоли намагаються максимально покращити мелодійну лінійку і поєднати її з легкою англійською лірикою. Корейські розважальні компанії розробили мову змішування англійської мови з піснею, щоб іноземцям легше було запам'ятати пісню.

#### Хіп-Хоп
У найбільших містах Південної Кореї, таких як Сеул, Пусан і Тегу, хіп-хоп став культурним феноменом. Популярність руху зростає з середини 90-х років, особливо його розвитку сприяв успіх З Тхеджі і хіт групи Boys 'smash під назвою «I know» (кор. Nan arayo 난 알아요). Напрямок також став привертати увагу на міжнародному рівні після успіхів корейських виконавців на різних чемпіонатах з початку 2000-х років. У 2004 завдяки випуску альбому «It's Raining», співак Rain став першою корейською міжнародною зіркою. Інтернет магазини активно сприяють просуванню нової культури. 15 серпня 2012 року, південнокорейський музичний виконавець Psy випустив хіт «Gangnam Style» (кор. 강남 스타일). Кліп потрапив в «Книгу рекордів Гіннесса» як відео, яке набрало найбільшу кількість «лайків» у історії YouTube, а також став лідером за кількістю переглядів.

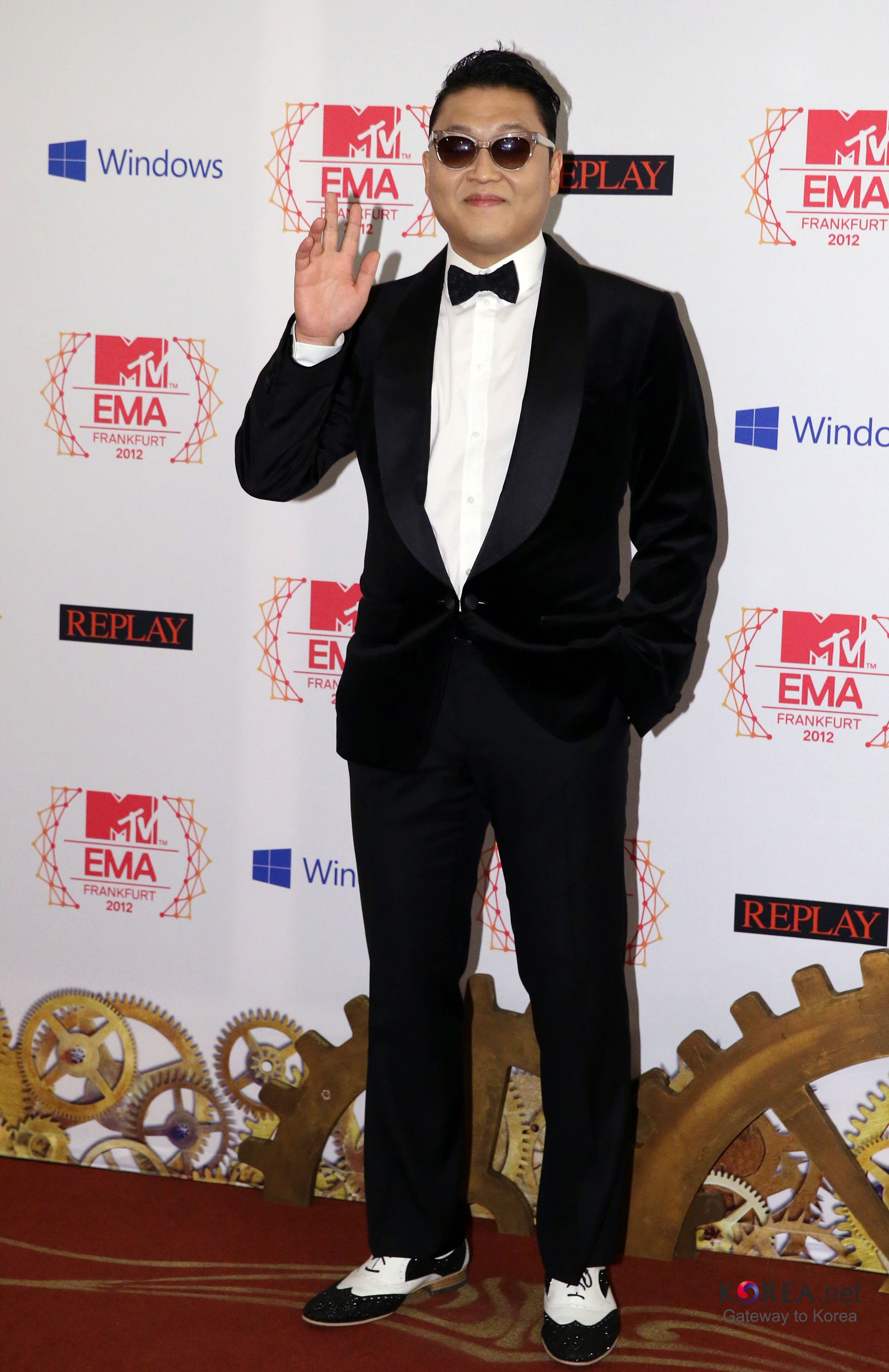
PSY

#### Ідол-гурти
Хоча в самій Кореї, під терміном K-pop можуть розумітися майже будь-які напрямки корейської поп-музики, за межами країни ж, під кей-попом розуміється суто музика, що виконується так званими Ідол (кор. 아이돌). Складаються вони переважно з кількох одностатевих виконавців, в репертуар яких входять пісні, що перегукуються з хіп-хопом, танцювальної та електронною музикою. Приклади популярних ідол-гуртів: EXO, BTS, GOT7, JYJ, TVXQ, Super Junior, Wonder Girls, Girls 'Generation, SHINee, SS501, BIG BANG, 2PM, 2AM, B2ST, MBLAQ, 2NE1, T-ara, 4Minute, Secret, SISTAR, Brown Eyed Girls, F (x), The Grace, Crayon Pop, U-KISS, Girl's Day, After School, Teen Top, INFINITE, B1A4, Block B, Kara, B.A.P, CNBlue, NU'EST, BTOB, VIXX, Nine Muses, A Pink і miss A. Також існують CO-ED групи, що складаються з представників обох статей.

## Незалежна популярна музика
Інді-гурт англ. Jaurim

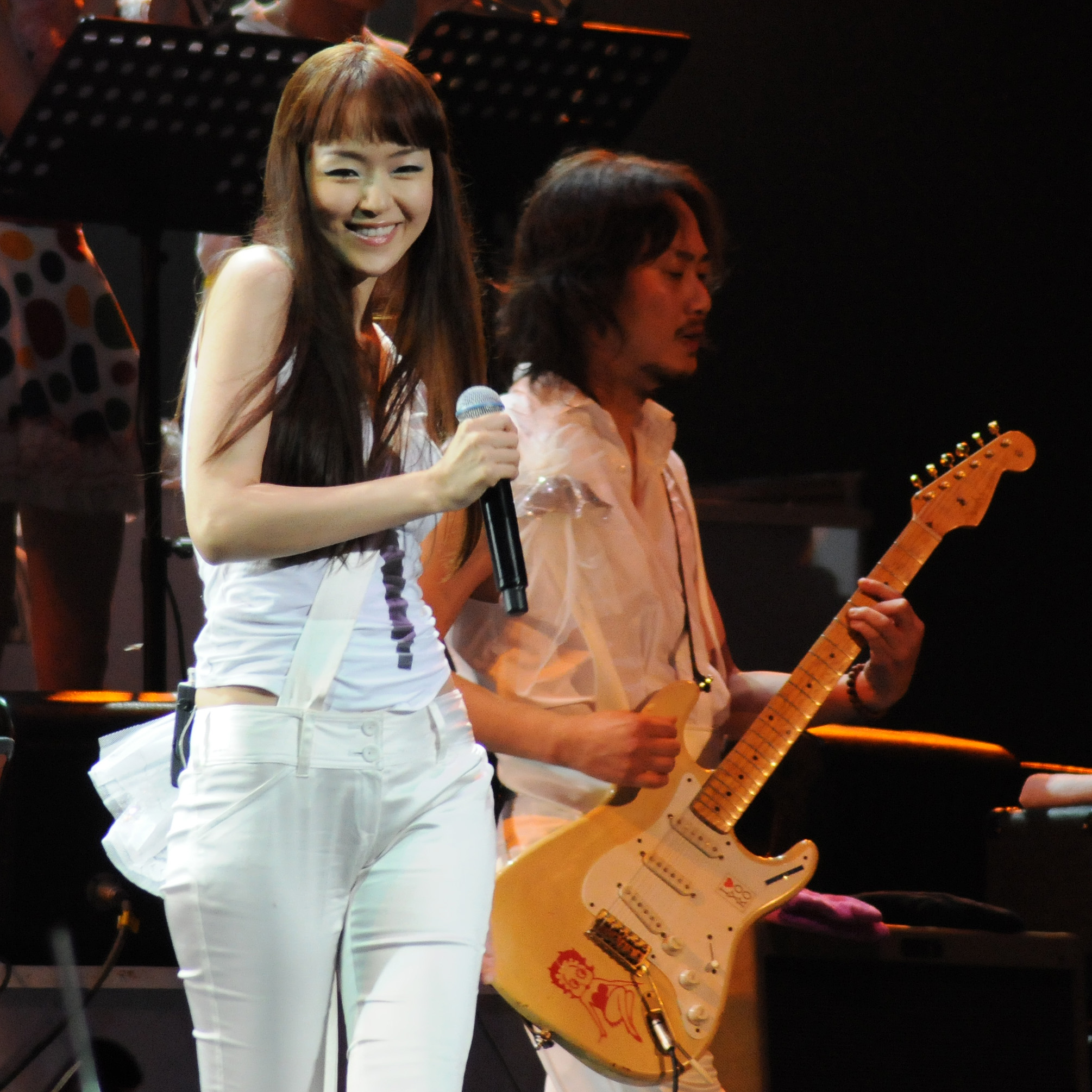
Інді-гурт Jaurim

Популярність незалежної музики, такої як хіп-хоп і «інді-рок», або інді (кор. 인디), набирає обертів. На сьогоднішній день під інді-роком мається на увазі витончена, м'яка, ретроспективна музика без агресії. А також практично не-рокові виконавці меланхолійних балад. Популярність жанру підживлюється актами незалежності і все більшим висвітленням цих подій в блогах. До відомих популярних інді груп 1990-х і 2000-х років відносяться Jaurim (자우림), Huckleberry Finn (кор. 허클베리 핀), Nell (кор. 넬), Mot (кор. 못), Cherry Filter (кор. 체리 필터), і Third Line Butterfly (кор. 3 호선 버터 플라이), а також пізніша Busker Busker.

## Класична музика
У складі корейських симфонічних оркестрів виступають знамениті виконавці і солісти. Всесвітньо відомим корейським композитором класичної музики вважається Лі Шин, який спеціалізується на музиці для дітей. Піаністи і композитори, такі як Yiruma, стали відомі на Заході з 2000-х років. Безліч видатних світових композиторів є вихідцями з Кореї. У їх числі Янг і Лі (англ. Young-ja Lee), яка народилася в 1931 році в Вонджу і вчилася в Паризькій Вищій національній консерваторії музики і танцю та в Королівській консерваторії Брюсселя. Вона продовжила свою освіту в Манхеттенській музичній школі. Янг і Лі пережила тяготи під час японської окупації і корейської війни, однак попри це змогла стати однією з провідних артисток в корейській музиці 20-го століття.

## Корейська сучасна християнська музика
З приходом християнства, євангельське використання музики призвело до появи хорів, як всередині, так і поза церквою і також до появи християнських народних пісень, які виконувалися на корейській мові.

## Змішання західного і традиційного стилю
Традиційні корейські інструменти в поєднанні з західними ударними інструментами, породили нову популярну хвилю корейської світової музики в 1998 році.